# Jordi Llorens
Jordi Llorens Zapata (4 de agosto de 1973, Barcelona) es un exbaloncestista español de 2,03 metros de altura que jugaba en la posición de pívot.

## Biografía
Llorens se formó en la cantera del Joventut de Badalona y ha jugado 15 temporadas en la liga ACB.

## Clubes
- Joventut de Badalona - ACB (España) - 1990/1992
- Valvi Girona - ACB (España) - 1992/1993
- Sant Josep Badalona - Primera división (España) - 1993/1994
- Baloncesto León - ACB (España) - 1994/1996
- Xacobeo 99 Ourense - ACB (España) - 1996/1997
- Fórum Filatélico - ACB (España) - 1997/2002
- Ricoh Manresa - ACB (España) - 2002/2004
- Menorca Bàsquet - LEB (España) - 2004/2005
- ViveMenorca - ACB (España) - 2005/2007
- Club Bàsquet L'Hospitalet - LEB ORO (España) - 2007/2008
- Club Bàsquet Prat - LEB PLATA (España) - 2008/¿¿??

## Títulos

### Campeonatos nacionales
- Joventut de Badalona - ACB (España) - 1991 y 1992.